# Гиршфельд, Карл Фридрих
Карл Фридрих фон Гиршфельд (1747, Мюнстерберг — 11 октября 1818, Бранденбург-на-Хафеле) — прусский военачальник, генерал пехоты.

## Биография
Карл Фридрих родился в благородной семье из Мейсена . Его сын Мориц фон Гиршфельд, также был прусским военачальником, генералом.
В 1762 году вступил на службу в 36-й пехотный полк прусской армии. Позднее стал адъютантом герцога Фридриха Вюртембергского. В 1778 году участвовал в войне за баварское наследство.
К 1784 году перешёл на службу к герцогу Карлу Брауншвейгскому.
В феврале 1787 года получил звание капитана, возведен в Прусское дворянство и был награждён крестом за заслуги (Pour le Mérite) за отличия, проявленные в боевых действиях в Голландии.
Во время войны первой европейской коалиции Хиршфельд участвовал во взятии цитадели Биче, где был тяжело ранен. В 1795 году служил адъютантом герцога Карла Брауншвейгского. В 1798 году получил чин полковника и командовал 1-м батальоном гвардии, затем в 1801 году получил звание генерал-майора и назначен комендантом Потсдама.
Участник Наполеоновских войн. В ходе кампании против Наполеона в 1806 году в битве при Ауэрштедте командовал гвардейскими пехотными батальонами. После поражения был взят в плен и находился в заключении в крепости Магдебург, в 1807 году был освобождён. Перебрался в город Бранденбург, где служил комендантом города с 1809 по 1813 год, затем командовал ландвером маркграфства Бранденбург во время немецкой кампании 1813 года.
Весной 1813 года возглавлял сформированную им дивизию, участвовавшую в блокаде Магдебурга, и вошёл в историю, командуя прусскими войсками в битве под Хагельбергом 27 августа 1813 года, где за несколько недель до решающей битвы под Лейпцигом, пехота, ландвер и русские казаки уничтожили наполеоновский корпус из 10 000 человек. Едва лишь 3 000 французов удалось бежать. 
В 1815 году ушёл в отставку и вернулся в Бранденбург, где и умер в 1818 году от апоплексического удара. Похоронен в Бранденбургском соборе Святых Петра и Павла.

## Награды
- Орден «Pour le Mérite» (23 сентября 1787, королевство Пруссия)[1]
- Орден «Pour la vertu militaire» (30 января 1793, ландграфство Гессен-Кассель)[2]
- Орден Святой Анны 1-й степени (8 сентября 1813, Российская империя)[3]
- Железный крест 1-го класса (1814, королевство Пруссия)[4]
- Орден Красного орла 1-го класса (4 ноября 1815, королевство Пруссия)[5]